# Schloss Nickern

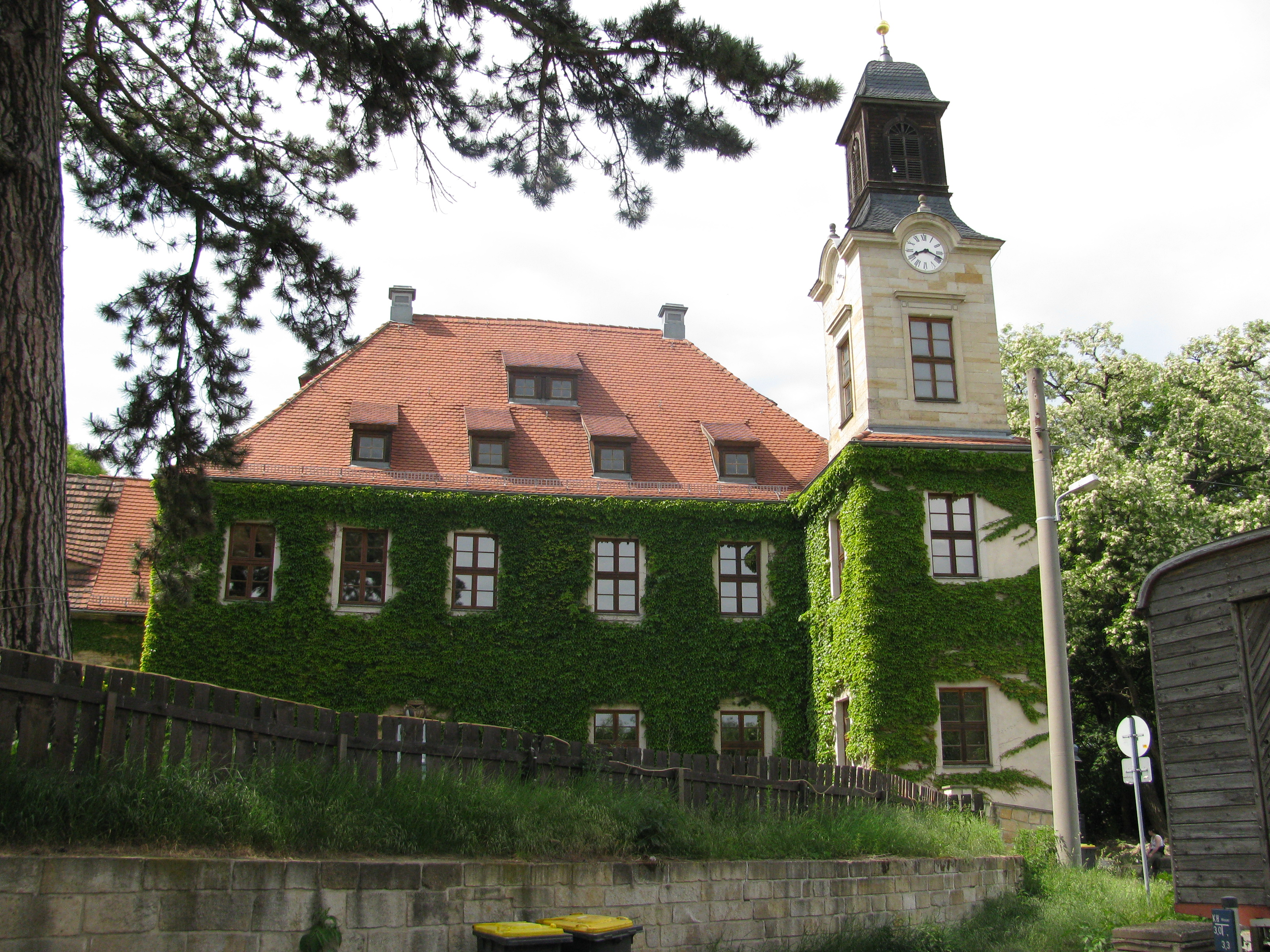
Schloss Nickern

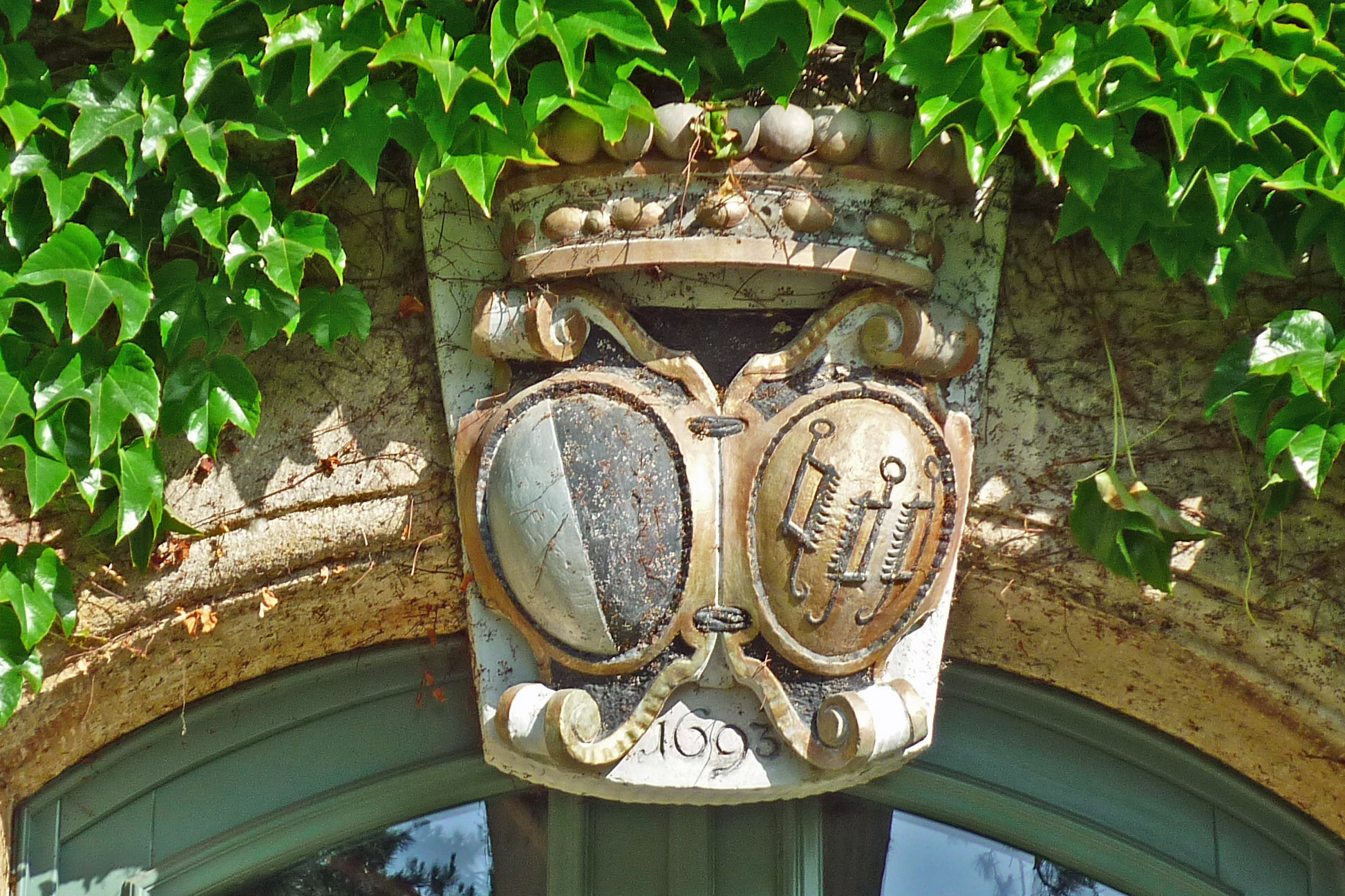
Wappen am Schloss

Das Schloss Nickern befindet sich im Südosten von Dresden nahe der S 172 im Stadtteil Nickern.

## Geschichte
Die Anlage steht auf den Resten einer Wasserburg aus dem 12. Jahrhundert. Sie war in den Händen der Karrasse, eines alten obersächsisch-meißnischen Adelsgeschlechts. Später gehörte zu den Besitzern die bürgerliche Familie Ziegler. Sie war sehr vermögend und besaß auch das Lockwitzer Schloss. Die Familie Ziegler wird auch mit dem Gut Gamig in Verbindung gebracht.
Im Jahr 1511 erwarb die Familie Alnpeck das Schloss. In dieser Zeit erfolgte ein Umbau zum Renaissanceschloss. Die Alnpecks waren in der Gegend sehr einflussreich. Noch heute kann man in der alten Leubener Kirche ihr Wappen finden. Unter Hans von Bose erfolgte 1693 ein Umbau zum ländlichen Barock. Seinen Turm erhielt das Schloss erst 1870.
Im Jahr 1945 wurde der letzte Besitzer enteignet und Wohnungen wurden im Schloss eingerichtet. 1960 beschädigte ein Brand Teile der Anlage. In den 1980er Jahren waren Clubräume im Schloss Nickern untergebracht.
2004 wurde das Schloss für 270.000 Euro an eine Privatperson verkauft, nachdem es für etwa 5 Millionen Euro von der Stadt Dresden saniert worden war. Dafür gab es 2005 den Negativpreis Schleudersachse für die Verschwendung von Steuergeldern.
Seitdem existiert eine Heimatstube und einige Räume können für private Veranstaltungen gemietet werden.
Im Oktober 2014 fand zum zweiten Mal die Messe „Messer Klinge Stahl“ im Schloss statt.